# Tecnokart
La Tecnokart è una società produttrice di go-kart fondata dai fratelli bolognesi Pederzani già titolari della Poderzani e Zini.
Nel 1963 inizia la produzione dei primi go kart dotati dei motori Mc Cullok, nel 1964 viene prodotto il "Piuma" che fra il '64 e il '66 vince tre titoli mondiali, i primi due alla guida con Guido Sala, nel 1966 con Susanna Raganelli (unica donna a fregiarsi del titolo iridato kart). La tecno ha vinto inoltre 2 europei e 25 campionati nazionali. L'ultima vittoria a livello internazionale di un telaio Tecno, modello Jolly, è nella pista di Jesolo nel giugno del 1969 nella prova di Campionato Europeo, pilota Gabriele Gorini.
Nel 1965 viene prodotto su richiesta della Commissione Sportiva Automobilistica Italiana la monoposto addestrativa Tecno K250 e la Formula 850. Nel 1966 la prima Formula 3 affidata a Carlo Facetti si classifica 3 nel gran premio del Mugello, nel 1967 alla seconda partecipazione in Formula 3 la monoposto della Tecnokart guidata da Clay Regazzoni e Silvio Moser vince il gran premio di Hockenheim.
Nel 1968 la scuderia si trasforma poi nella Tecno.